# Helmuth von Plessen (Politiker)

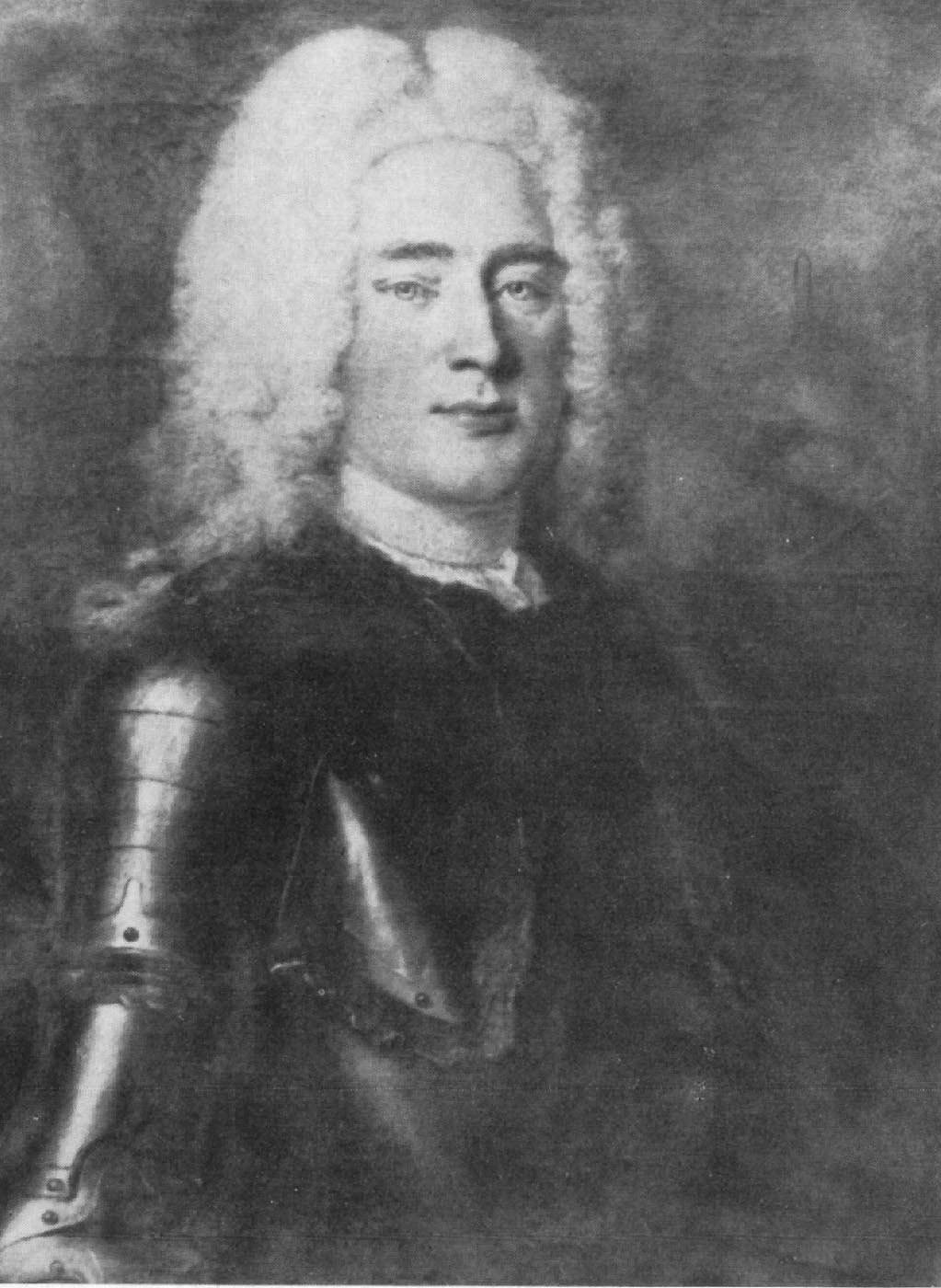
Helmuth Reichsgraf von Plessen

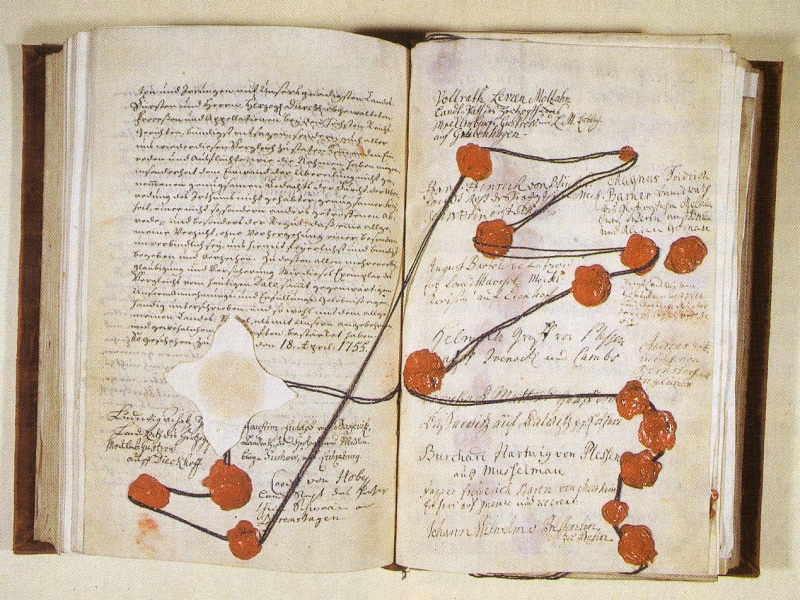
Helmuths Unterschrift und Siegel zum LGGEV (rechtes Blatt, mittig-linkes Siegel)

Helmuth Reichsgraf von Plessen (* 4. April 1699 in Cambs; † 16. März 1761 in Ivenack) war ein königlich-polnischer und kurfürstlich-sächsischer Kammerherr, Wirklicher Geheimer Rat, Staatsminister und Gesandter beim Dänischen Hof. Er gehörte 1755 zu den Mitunterzeichnern des Landesgrundgesetzlichen Erbvergleichs.

## Abstammung
Er war der Sohn des mecklenburgischen Landrats, Wirklichen Geheimen Rats und Kammerpräsidenten Diedrich Joachim von Plessen (* 11. Februar 1670 † 22. September 1733) und der Gertrud Eleonore von Plessen, geb. von Lepel (* 19. Februar 1674 † 25. September 1741).

## Nachlassgestaltung des Plessen'schen Gutes Ivenack in Mecklenburg
Der 1741 in den Reichsgrafenstand erhobene Helmuth von Plessen heiratete Juliane von Francke, die Witwe des Ernst Christoph von Koppelow und kam damit in den Besitz von Gut und Schloss Ivenack, das er per testamentarischer Verfügung zum Majorat erhob und zum Fideikommiss stiftete. Dies erfolgte unter der mit kaiserlichem Diplom sanktionierten Bedingung, dass der jeweilige Majoratsinhaber aus dem dadurch entstandene Ivenacker Zweig des freiherrlichen Geschlechts von Maltza(h)n den Titel und das Wappen der Reichsgrafen von Plessen führen musste. Nach seinem Tod kam der Besitz an seinen Neffen, Helmuth Burchard Hartwig Freiherr von Maltzahn (1729–1797; Nr. 948 der Geschlechtszählung), mit dem eine über mehrere Generationen reichende Traditionslinie Maltza(h)nscher Grafen von Plessen begann. Bis zur Bodenreform 1945 ist Ivenack fortan in Maltza(h)nschem Familienbesitz geblieben.